# Anthericum
- Commons
- Wikispecies

Anthericum L. é um género botânico pertencente à família Agavaceae.

## Sinonímia
- Debesia Kuntze
- Phalangium Mill.

## Espécies
- Anthericum hookeri (Sin. A. chrysobactron)
- Anthericum liliago
- Anthericum ramosum
- Anthericum torreyi a única espécie de Anthericum que cresce na América do Norte.
- Anthericum ossifragum (Abama)
- Lista completa

## Classificação do gênero
| Sistema | Classificação                     | Referência               |
| ------- | --------------------------------- | ------------------------ |
| Linné   | Classe Hexandria, ordem Monogynia | Species plantarum (1753) |